# Koncentrační tábor Chrastava
V Chrastavě se nacházely dva ženské pracovní tábory, tzv. FAL (Frauenarbeitslager – ženský pracovní tábor). Pobočné pracovní tábory Chrastava (Kratzau I., II.) spadaly pod koncentrační tábor Gross-Rosen. Chrastavský tábor osvobodila 8. května 1945 Rudá armáda.

## FAL Kratzau I.
Pobočný pracovní tábor Kratzau I. patřil mezi větší tábory. Stavba tábora pravděpodobně začala v létě 1943 vybudováním dvou velkých baráků a malých staveb. Nacházel se u vodárny v Ještědské ulici na „Hůrce“ a bývalá továrna firmy Jägr v Bílém Kostele. O vzniku pracovního tábora pro ženy se iniciovala neznámá dohoda mezi vedením firmy Spreewerk závod Chrastava a komandaturou pracovního tábora Gross-Rosen. První transport židovských vězeňkyň z Osvětimi-Březinky dorazil v polovině října 1944, čítal 100 žen. V listopadu počet vzrostl na 200 osob. Mezi prvními byly převážně Židovky z Polska a Čech, druhý transport převážně Židovky z Francie, Belgie a Holandska.

### Práce/výroba
Vyráběly puškové granáty Gewehrsprenggranat 30/1 a možná i rakety Orkan R4/M. Pracovalo se v dvanácti hodinových směnách. Část vězeňkyň zůstávala v táboře, kde pracovaly v kuchyni nebo zastávaly jiné práce.
Dozor tvořili v listopadu 1944 příslušníci jednotek SS. Velitelem byl SS-Scharführer a mužstvo dále tvořilo sedmnáct strážných (také příslušníci SS) a šestnáct dozorkyň. První vedoucí tábora se jmenovala Dinnerová, druhá Lydia Dienelová, která proslula svou neobyčejnou brutalitou. Často bila a tak je i utýrala k smrti. Přesné údaje o počtu mrtvých nejsou známé. Nelidsky se dozor choval i k dětem, které se v táboře narodily. Asi sedm narozených dětí bylo na místě usmrceno jedem nebo posláno do Gross-Rosen.

## FAL Kratzau II.
Iniciace pravděpodobně firmou Tannwalder Textilwerke, která dala k dispozici vlastní barákový tábor, který se nacházel u vodárny, postaven v roce 1943.

### Práce/výroba
FAL Kratzau II bylo zde 150 vězeňkyň a pracovaly na výrobě munice a protiplynových masek. Počet osob odpovídá jednomu ubytovacímu baráku, který sem byl přistavěn. Vězněné ženy byly využívány i na další práce v továrnách. Střídalo se zde deset dozorkyň, nechyběl ani mužský personál z řad SS.

## Josef Mengele
Josef Mengele v lednu 1945 uprchl před Rudou armádou z Osvětimi, kde prováděl hrůzné experimenty na vězních a byl převelen ke komandatuře SS v táboře Gross-Rosen. Ta měla své pobočky Chrastavě a Bílém Kostele. Podle očitých svědků navštívil Chrastavu celkem třikrát. Poprvé v říjnu 1944, poté leden 1945 a 20. března 1945.

## Nemoci
V obou táborech se objevily nemoci. Protože byla zanedbávána hygiena, nedostatek mýdla, málo jídla, atd. Např. úplavice,tyfus[nepřesný odkaz], furunkulóza, flegmona.

## Dozorkyně
V roce 1945–1948 probíhaly mimořádné lidové soudy, kde byly čtyři dozorkyně z Kratzau I, II odsouzeny k trestu odnětí svobody dohromady na 18 let a 6 měsíců.

## Současnost
Dnes tábory v terénu připomíná jen několik detailů. U vodárny jsou patrny podezdívky tří domů a v Bílém Kostele stojí jen ruina bývalých stájí a neznatelné zbytky podezdívky dřevěného baráku.